# Güner Kuban
Güner Kuban (Athene, 1935) is een schrijfster die in Turkije bekend werd door haar taboedoorbrekende boek De kleur van de liefde, waarin ze schrijft over haar eigen ervaringen als lesbische, Turkse vrouw. Begin jaren zeventig kwam Kuban naar Amsterdam, waar ze ruim twintig jaar een homo/lesbische club exploiteerde.

## Biografie
Güner Kuban is geboren in 1935 in Athene. Haar familie woonde in Athene vanwege politieke overwegingen, maar komt van origine uit Turkije. Op zesjarige leeftijd emigreerde ze met haar ouders naar Istanboel. Haar vader, Reşit Bey, was lid van het Turkse parlement. Als jong meisje stuurde haar ouders Kuban naar de Franse Sint Josef school, daar werd ze gedoopt en kreeg ze de naam Maria Josephine. Kuban leefde met haar moeder tot zij overleed.
Haar moeder wist dat Kuban homoseksueel was, want ook toen ze samen woonde met haar grote liefde Tonny, leefde haar moeder in hetzelfde huis. Echter sprak haar moeder nooit openlijk met Kuban over haar seksuele geaardheid. Kuban had hier geen last van en respecteerde het feit dat haar moeder veertig jaar ouder was en andere ideeën had over seksualiteit.

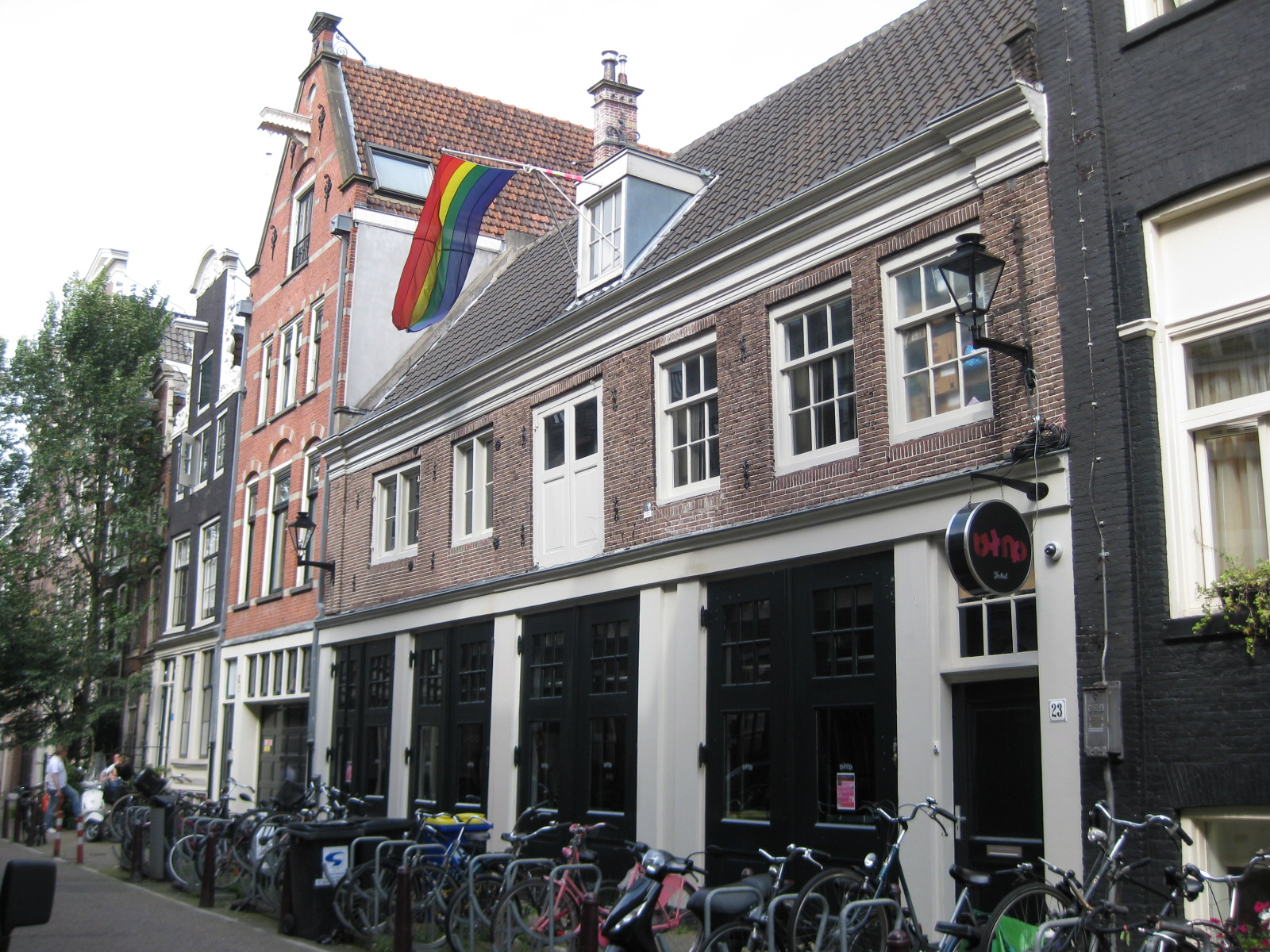
Het pand aan de Kerkstraat 23 in Amsterdam waar van 1975 tot 1997 de Homolulu gevestigd was

Kuban heeft in de Duitse bondsrepubliek binnenhuisarchitectuur gestudeerd. In 1969 ontmoette zij Tonny Meerhof, haar grote liefde, en emigreerde naar Amsterdam in Nederland. Samen met Meerhof richtte Kuban de bar Homolulu op in de Kerkstraat. Deze bar was een bistro en discotheek voor homoseksuelen.
In 1979 werd Tonny ziek, ze kreeg Leukemie. De eerste behandelingen leken te helpen, maar precies een jaar na de eerste diagnose kwam de Leukemie terug. Tonny overleed op 8 juli 1980 in de armen van Kuban. Kuban is nooit over deze liefde heen gekomen en is dan ook nooit meer verliefd geworden op iemand anders.

Gedurende haar leven kwam Kuban in aanraking met parapsychologie. 
"Ik geloof echt dat er meer is dan wat we kunnen zien. Ik heb een keer een Ufo van dichtbij gezien en ik vond het niet vreemd. Voortdurend vraag ik me af waarom ik geboren ben en op deze planeet leef. Het feit dat de mensen maar een helft van hun hersens gebruiken, maakt me woest. Ik wil alles weten en antwoorden krijgen op mijn vragen." 
Voor de eeuwwisseling dacht Kuban vaak om een einde te maken aan haar leven. Ze was moe en wilde in het jaar 2000 afscheid nemen van haar vrienden en het leven. Echter heeft ze in 2020 nog een boek gepubliceerd.

## Seksuele geaardheid
Kuban is niet alleen taboedoorbrekend met haar schrijfwerk, maar ook door het feit dat ze openlijk praat over haar eerste homoseksuele ervaringen als jonge vrouw in Turkije. Zo vertelt ze in een interview dat haar eerste kus met een vrouw plaatsvond in een ziekenhuis. Haar penvriendin was ernstig ziek en Kuban zocht haar op. Eenmaal daar kon ze het niet weerstaan en alsof ze de ziekte uit haar vriendin wilde trekken, kuste Kuban haar lang op de mond. Haar eerste seksuele ervaring was met een zeer bekende Turkse schrijfster die toendertijd 30 jaar ouder was. 

## Werk
Kuban is schrijfster van onder andere het boek De kleur van de liefde. Dit boek heeft ze geschreven met als doel om de taboecultuur rondom homoseksualiteit in Turkije te doorbreken. Andere werken van Kuban zijn:
- Bir Vatan Aşkına (2016), over haar oom Circassian Ethem, met als doel te bewijzen dat haar ouders en oom geen verraders waren.
- Uzaydan Gelen Kadın (2020), een sciencefictionboek.